# كراسنايا ريشكا
كراسنايا ريشكا (بالروسية: Красная Речка)، (باللاتينية: Krasnaya Rechka) (بالعربية: كراسنايا ريشكا) وتعني ("النهر الأحمر"). هي قرية في مقاطعة تشوي في قيرغيزستان، تقع على بعد 8 كم شرق مدينة قند. بلغ عدد سكانها حوالي 7،274 نسمة في عام 2009. تقع بالقرب منها من مدينة نافيكات التاريخية القديمة من بلاد الصغد، على طريق الحرير. نشطت القرية بين القرنين السادس والثاني عشر الميلادي، وكانت أكبر مدينة في الوادي في ذلك الوقت. عثر فيها على بقايا بوذية ونسطورية ومانوية وصينية وسنسكريتية.